# Hermacha anomala
Espèce
Synonymes
- Nemesia anomala Bertkau, 1880

Hermacha anomala est une espèce d'araignées mygalomorphes de la famille des Entypesidae.

## Distribution
Cette espèce est endémique du Brésil.

## Systématique et taxinomie
Cette espèce a été décrite sous le protonyme Nemesia anomala par Bertkau en 1880. Elle est placée dans le genre Hermacha par Simon en 1892.

## Publication originale
- Bertkau, 1880 : Verzeichniss der von Prof. Ed. van Beneden auf seiner im Auftrage der Belgischen Regierung unternommenen wissenschaftlichen Reise nach Brasilien und La Plata I. J. 1872-75 gesammelten Arachniden. Mémoires de l’Académie Royale de Belgique, vol. 43, p. 1-120.